# Runensolidus von Schweindorf

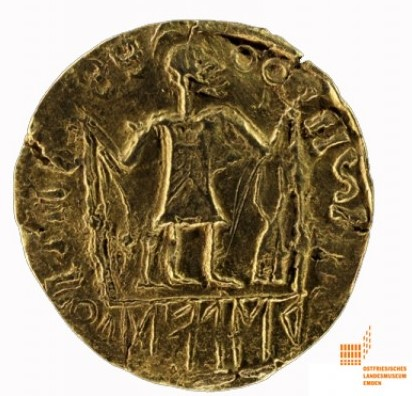
Revers des Runensolidus von Schweindorf

Der Runensolidus von Schweindorf, auch Goldsolidus von Schweindorf ist ein Imitat einer spätantiken römischen Münze mit einer Runeninschrift aus der Zeit um 600 n. Chr., der 1948 beim ostfriesischen Schweindorf, Landkreis Wittmund in Niedersachsen gefunden wurde. Die Darstellung und Inschrift auf der Revers (Rückseite) der Münze nimmt möglicherweise Bezug auf die mythischen Figur Wieland der Schmied aus der Germanischen Heldensage.

## Auffindung und Beschreibung
Die Münze wurde Anfang März 1948 von Johannes Coordes bei Feldarbeiten gefunden – unmittelbar bei der Hofstelle Coordes 15 m südlich des Wohnhauses und 1500 m ostnordöstlich der Kirche von Westerholt. Bei der Auffindung war an der Münze noch eine Öse angebracht. Sie wurde von einem lokalen Uhrmacher entfernt, den Coordes um eine Beurteilung bat. 1963 erwarb der Münzsammler Alexander Ochernal aus Norden die Münze vom Finder und legte sie zunächst dem heutigen LWL-Museum für Kunst und Kultur in Münster zur Begutachtung vor, um sie danach an das Ostfriesische Landesmuseum Emden zu verkaufen. Bis heute befindet sich das Fundstück im Besitz des Museums (siehe Online-Präsentation).
Die Münze zeigt eine Besonderheit zum übrigen Corpus antiker Münzen auf: sie wurde nicht wie im üblichen Verfahren aus einem Schrötling geprägt, sondern im Gussverfahren hergestellt. Sie hat eine Größe fast gleichmäßigen 22 mm im Durchmaß und wiegt 3,18 Gramm.
Der Schweindorfer Solidus war nie als Zahlungsmittel im Umlauf, sondern diente – erkennbar an der Öse für die Aufhängung – als Schmuck. Er geht auf eine spätrömische Vorlage zurück. Vorbild war ein Solidus des Kaisers Theodosius II. (401–450). Das Schweindorfer Exemplar zeigt auf der einen Seite eine stehende Figur mit Stab und auf der anderen eine stilisierte Büste. Dies ist für die Entstehungszeit nichts Ungewöhnliches. Nach dem Ende des weströmischen Kaisertums prägten die Herrscher der germanischen Nachfolgereiche zunächst weiter Solidi; da das Ausprägen von Gold als kaiserliches Privileg galt, setzten sie noch bis weit ins 6. Jahrhundert hinein das Abbild des oströmischen Kaisers auf die Rückseite der Münze. Heute gehört der Schweindorfer Solidus zum Bestand des Ostfriesischen Landesmuseum Emden.

## Inschrift und Deutung

Friesische Form der a-Rune āc

Der Solidus von Schweindorf trägt eine linksläufige anglofriesische Runeninschrift im Futhorc:
ᚹᛖᛚᚩᛞᚢ
Weladu
Wēla(n)du.
Sprachwissenschaftlich stellt die Inschrift den ältesten Beleg der altfriesieschen Sprache dar und wird als eine Form des Namens Wieland gelesen.
Die Interpretation der Inschrift als weladu für Wieland geht auf Wolfgang Krause zurück. Der Mediävist Reinhard Bleck versteht sie dagegen als thel ad („das Goldstück (ist) alt“), also als Beschreibung des Gegenstandes wie kombu auf einem Kamm. Diese jüngere Interpretation ist nicht unumstritten.

## Historische und Kulturgeschichtliche Bedeutung
Ostfriesland gilt für die Völkerwanderungszeit als sehr fundarm. Der Runensolidus ist einer der wenigen Belege für eine kontinuierliche Besiedelung der Region. Die Runeninschrift auf dem wahrscheinlich im friesischen Raum gegossenen Schmuckstück zählt zu den ältesten einheimischen Sprachdenkmälern an der südlichen Nordseeküste.
Funde dieser Art sind generell sehr selten. Es existieren lediglich vier ähnliche Exemplare, so eine Münze, die 1845 bei Harlingen in der niederländischen Provinz Friesland entdeckt wurde, eine Münze unbekannter Herkunft, die im British Museum in London gezeigt wird sowie zwei weitere Münzen, die in Wieuwerd (Gemeinde Littenseradiel) in der Provinz Friesland und in Uppsala (Schweden) entdeckt wurden.